# Super Duper Sumos
Super Duper Sumos ist eine US-amerikanische Zeichentrickserie, die zwischen 2001 und 2003 produziert wurde.

## Handlung
In Amerika leben drei Sumo-Ringer Mamoo, Kimo und Booma. In ihrer Nähe befindet sich auch die Bösig AG, die von Miss Mister geleitet wird und die Vernichtung der Welt als Ziel hat. Die Sumos setzen sich für die Bewahrung des Guten ein und kämpfen gegen die Machenschaften von Miss Mister an.

## Produktion und Veröffentlichung
Die Serie wurde von 2001 bis 2003 in den USA produziert. Dabei entstanden 26 Folgen. Konzipiert wurde die Serie von Kevin O’Donnell und Vincent Nguyen. Regie führte Byung San Park. Das Drehbuch schrieb Kurt Weldon. Die Produktion übernahmen L.P., Les Studio de Saint-Ouen, Studio 352, Milimetros und DIC Entertainment. Für die Musik war Eric Allaman verantwortlich.
Erstmals wurde die Serie am 7. April 2002 in den USA auf Nickelodeon ausgestrahlt. Die deutsche Erstausstrahlung fand am 28. April 2004 auf KIKA statt. Weitere Ausstrahlungen erfolgten ebenfalls auf ORF eins.

## Episodenliste
| Nr. | deutscher Titel               | deutsche Erstausstrahlung |
| 1   | Killer-Teddy                  | 28. April 2004            |
| 2   | Böse Häuser                   | 29. April 2004            |
| 3   | Crash Kurs                    | 30. April 2004            |
| 4   | Schrumpfbacken                | 3. Mai 2004               |
| 5   | Knall-Puppen                  | 4. Mai 2004               |
| 6   | Rettet die Kakerlaken!        | 5. Mai 2004               |
| 7   | Endlich leere Strände         | 6. Mai 2004               |
| 8   | Prima lebt                    | 7. Mai 2004               |
| 9   | Bienenalarm                   | 10. Mai 2004              |
| 10  | Böse Falle                    | 11. Mai 2004              |
| 11  | Eiszeit                       | 12. Mai 2004              |
| 12  | Her mit dem Hirn              | 13. Mai 2004              |
| 13  | Glücksspiele                  | 14. Mai 2004              |
| 14  | Einer zu wenig                | 17. Mai 2004              |
| 15  | Giftzwerge                    | 18. Mai 2004              |
| 16  | Wahrheit ist süß              | 19. Mai 2004              |
| 17  | Dampfnudel-Trauma             | 21. Mai 2004              |
| 18  | Der grüne Blubb               | 24. Mai 2004              |
| 19  | Weihnachts-Terror             | 25. Mai 2004              |
| 20  | Image ist alles               | 26. Mai 2004              |
| 21  | Beziehungskisten              | 27. Mai 2004              |
| 22  | Loch 18                       | 28. Mai 2004              |
| 23  | Karriere-Knick                | 1. Juni 2004              |
| 24  | Im Pferde-Wahn                | 2. Juni 2004              |
| 25  | Hilfe, ein Mädchen            | 3. Juni 2004              |
| 26  | Gute Helden, schlechte Helden | 4. Juni 2004              |